# Cantuaria borealis
Cantuaria borealis là một loài nhện trong họ Idiopidae.
Loài này thuộc chi Cantuaria. Cantuaria borealis được Raymond Robert Forster miêu tả năm 1968.